# سیل ۱۳۵۶ تاکستان قزوین و طارم علیا زنجان
سیل ۱۳۵۶ تاکستان قزوین و طارم علیا زنجان در تاریخ ۱۴ خرداد در پی ریزش باران در ناحیه آب‌بر تاکستان و طارم علیا زنجان جاری شد، که در این این سیل ۲۳ نفر کشته شدند و تخمین خسارت مالی سیل ۲۰۰ میلیون تومان برآورد شده‌است. این سیل خسارات فراوانی را به باغات تاکستان و احشام منطقه زد.